# Nižný Skálnik
Nižný Skálnik – wieś (obec) na Słowacji położona w kraju bańskobystrzyckim, w powiecie Rymawska Sobota. Pierwsze wzmianki o miejscowości pochodzą z roku 1334. 
Według danych z dnia 31 grudnia 2012, wieś zamieszkiwały 202 osoby, w tym 103 kobiety i 99 mężczyzn.
W 2001 roku rozkład populacji względem narodowości i przynależności etnicznej wyglądał następująco:
- Słowacy – 88,83%
- Czesi – 0,53%
- Niemcy – 0,53%
- Romowie – 9,04%
- Węgrzy – 1,06%

Ze względu na wyznawaną religię struktura mieszkańców kształtowała się w 2001 roku następująco:
- Katolicy rzymscy – 54,79%
- Grekokatolicy – 1,6%
- Ewangelicy – 25,53%
- Ateiści – 10,64%
- Nie podano – 6,91%